# Moon Girl och Devil Dinosaur
Moon Girl och Devil Dinosaur (engelska: Moon Girl and Devil Dinosaur) är en amerikansk animerad  äventyrs- och actionserie baserad på albumserien med samma namn. Serien hade premiär på Disney Channel den 10 februari 2023. Första säsongen bestod av 16 avsnitt. Seriens andra säsong har en planerad premiär på strömningstjänsten Disney+ den 2 februari 2024. Serien är skapad av Jeffrey M. Howard, Kate Kondell och Steve Loter.

## Handling
Serien kretsar kring det 13-åriga geniet Lunella Lafayettes och hennes äventyr tillsammans med den 10-ton tunga T-Rex, Devil Dinosaur.

## Rollista (i urval)
- Diamond White - Lunella Lafayette / Moon Girl
- Fred Tatasciore - Devil Dinosaur
- Alfre Woodard - Miriam "Mimi" Lafayette
- Sasheer Zamata - Adria Lafayette
- Jermaine Fowler - James Lafayette Jr.
- Libe Barer - Casey Calderon
- Laurence Fishburne - Bill Foster
- Omid Abtahi - Ahmed
- Utkarsh Ambudkar - Anand
- Michael Cimino - Eduardo